# Hoplobatrachus
Genre
Synonymes
- Hydrostentor Fitzinger, 1861 "1860"
- Ranosoma Ahl, 1924
- Tigrina Fei, Ye & Huang, 1990

Hoplobatrachus est un genre d'amphibiens de la famille des Dicroglossidae.

## Répartition
Les cinq espèces de ce genre se rencontrent de l'Afrique subsaharienne à l'Asie du Sud-Est. Des espèces ont été introduites à Bornéo et à Madagascar.

## Liste des espèces
Selon Amphibian Species of the World (11 juin 2017) :
- Hoplobatrachus crassus (Jerdon, 1854)
- Hoplobatrachus litoralis Hasan, Kuramoto, Islam, Alam, Khan, & Sumida, 2012
- Hoplobatrachus occipitalis (Günther, 1858)
- Hoplobatrachus rugulosus (Wiegmann, 1834)
- Hoplobatrachus tigerinus (Daudin, 1802)

## Publication originale
- Peters, 1863 : Fernere Mittheilungen über neue Batrachier. Monatsberichte der Königlich Preussischen Akademie der Wissenschaften zu Berlin, vol. 1863, p. 445-470 (texte intégral).